# Entebbe Botanical Gardens
I National Botanical Gardens o Entebbe Botanical Gardens (Giardini Botanici Nazionali o Giardini Botanici di Entebbe) sono un gruppo di giardini botanici che si trovano nella zona di Entebbe in Uganda. Furono fondati nel 1898, presso le sponde del Lago Vittoria. Sono suddivisi in diverse aree, una delle quali, dedicata all'ecosistema della foresta pluviale, è stata usata come ambientazione per diversi film di Tarzan degli anni quaranta con Johnny Weissmuller. Hanno un'area complessiva di 40,7 ettari, e comprendono 1,5 km di costa del Lago Vittoria. La flora dei giardini comprende oltre 300 specie catalogate, 199 delle quali indigene dell'Uganda.
I giardini sono un'importante attrazione turistica nell'area di Entebbe, e l'ingresso dei parchi è strategicamente situato a pochi chilometri dall'Aeroporto Internazionale di Entebbe, a 34 km dalla capitale dell'Uganda Kampala. Dal 1998, quando i giardini furono riaperti dopo un periodo di inagibilità, si contano oltre 40.000 visitatori annui.